# Pretioscopus nigeriensis
Pretioscopus nigeriensis är en insektsart som beskrevs av Webb 1976. Pretioscopus nigeriensis ingår i släktet Pretioscopus och familjen dvärgstritar. Inga underarter finns listade i Catalogue of Life.